# Orogeneza
Orogeneza (tudi gorotvornost in gorotvorni proces) je postopek nastajanja gora skozi tektonske strukturne spremembe. Takšni postopki se dogajajo izključno zaradi tektonike litosferskih plošč; njihovo preučevanje je v veliki meri pripomoglo k nastanku teorije o tektoniki plošč ter nastanku oceanskih hrbtov v petdesetih in šestdesetih letih 20. stoletja.
Osrednji rezultat orogeneze so gorski (orogeni) pasovi. So dolgi in ozki lokasti hrbti, ki imajo značilno sledečo si slemenitev. Nastajajo zaradi stiskanja dveh litosferskih plošč na njunih robovih oziroma stikih, kjer se mnogokrat tvorijo metamorfne kamnine kot gradniki gorstev.
Višina orogenetskih gora je povezana z načeli izostazije, ki uravnavajo višino zemeljske površine s potapljanjem debelejših predelov skorje v Zemljin plašč.

## Postopek orogeneze
Gorotvorni proces se odvija zlasti v območjih kolizije – območja, kjer skupaj trčita dve tektonski plošči, bodisi celinski bodisi oceanski. Poteka v 5 razvojnih stopnjah:
1. Gibanje litosferskih plošč povzroči kolizijo, zaradi česar pride do tonjenja ene plošče na drugo. Ker so celinske plošče navadno manj odporne, se lažje deformirajo in tvorijo začetne vzpetine.
2. Druga stopnja orogeneze predstavlja podrivanje ene plošče pod drugo. To se zgodi zaradi različne gostote in debeline obeh plošč, zaradi katerih se manj gosta nanese na bolj gosto. Vzdolž takšnega območja nastane oceanski jarek, kjer pride tudi do taljenja pogreznjene plošče ter posledičnega vulkanizma. To botruje nastanku otočnih lokov; ti lahko predstavljajo tudi že samostojno gorstvo, sestavljeno izključno iz predorninskih magmatskih kamnin.
3. V tretji stopnji se prične zbiranje usedlinskega materiala. Oceanski jarek, ki poteka po dnu morja, je primerno mesto za usedanje sedimentov. Ko se v plasteh zberejo večje količine teh, povzročijo pritiski nastanek sedimentnih kamnin, kakršna je apnenec.
4. Tektonski plošči, ki se nadalje stiskata in podrivata oziroma nadrivata, deformirata usedlinske delce ali kamnine: masa teh se odebeli in naguba, pride pa tudi do prelomov in narivanja sedimentov. Takšno mletje povzroča tako dviganje materiala v ocean kot ugrezanje v litosfero.
5. V obdobju, merjenem v okvirih geološke zgodovine, takšno stiskanje in gubanje povzroči nastanek visokih hrbtov, ki v primeru, da so nastajali pod oceanom, lahko pogledajo na dan, kar ustvari novo kopno in gorsko verigo. Če je orogeneza potekala na stiku dveh celinskih litosferskih plošč, so posledica praviloma izjemno visoka gorovja, kot je azijska Himalaja. Posledica orogenega gubanja so tudi sinklinale (nižinske, vbočene gube) in antiklinale (višinske, izbočene gube).

Novonastalo gorovje je nezadržno podvrženo eroziji, ki znižuje nastale vzpetine, zlasti tiste, katerih osnova je manj odporna kamnina. Zato so končna oblika starih gorovij (od prvotne višine znižana) gorstva, grajena iz svojih korenov, ki so mnogokrat odporne metamorfne skale.
Zraven pojasnjenih primerov orogeneze obstajajo tudi posledice orogeneze, ki se ni zgodila na stiku primikajočih se (konvergentnih) plošč, pač pa na stiku vzporedno drsečih plošč, primer česar je gorovje Nove Zelandije, ali pa stran od vseh tektonskih prelomnic, kako je, za primer, nastal otočni lok Nove Gvineje.

## Orogeneze po celinah

### Antarktika
- Napierjeva orogeneza (pred okoli 4000 milijoni let)
- Raynerjeva orogeneza (pred okoli 3500 milijoni let)
- Humboldtova orogeneza (pred okoli 3000 milijoni let)
- Inseljeva orogeneza (pred okoli 2650 milijoni let)
- Zgodnja Rukerjeva orogeneza (pred 2000–1700 milijoni let)
- Pozna Rukerjeva orogeneza (pred okoli 1000 milijoni let)
- Beardmorejeva orogeneza (pred 633–620 milijoni let)
- Rossova orogeneza (pred okoli 500 milijoni let)

### Avstralija
- Sleafordova orogeneza (pred 2440–2420 milijoni let; južna Avstralija)
- orogeneza Barramundu (pred okoli 1600 milijoni let; severna Avstralija)
- Isina orogeneza (pred okoli 1600 milijoni let; Gora Isa, Queensland)
- Kimbanova orogeneza (pred 1845–1700 milijoni let; Gawlerjev ščit, južna Avstralija)
- orogeneza Yapungku (pred okoli 1700 milijoni let; Yilgarnski ščit, zahodna Avstralija)
- Kararanska orogeneza (pred 1650 milijoni let; Gawlerjev ščit, južna Avstralija)
- Olarijska orogeneza (Olarijski masiv, južna Avstralija)
- Kozorogova orogeneza (gorovje Gascoyne, zahodna Avstralija)
- Musgraveova orogeneza (Masgraveov masiv, osrednja Avstralija)
- Petermannova orogeneza (perm; osrednja Avstralija)
- Delamerijska orogeneza (ordovicij; Viktorija, Avstralija)
- Lachlanska orogeneza
- orogeneza Alice Springs (karbon; osrednja Avstralija)
- Hunter-Bowenova orogeneza (perm, trias)

### Azija
- orogeneza Aravalli-Delhi (predkambrij)
- Himalajska orogeneza (poteka še danes)

### Evropa
- Alpidska orogeneza (eocen, miocen; Alpe)
- Kaledonska orogeneza (silur; gorovja Norveške, Velike Britanije in Irske)
- Karpatska orogeneza (miocen; Karpati)
- Helenidska orogeneza (miocen; Grčija in Egejsko otočje)
- Uralska orogeneza (perm; Ural)
- Variskična orogeneza (devon, karbon; zahodni Iberski polotok, severozahodna Irska, severozahodna Anglija, osrednja Francija, južna Nemčija, Češka, Slovaška)

### Južna Amerika
- Andska orogeneza (od 200 milijonov let nazaj do danes; Andi)

### Severna Amerika
- Akadska orogeneza (silur, devon; vzhod ZDA)
- Antlerjeva orogeneza (Sierra Nevada)
- Apalaška orogeneza (paleozoik; Apalači)
- Grenvillska orogeneza (pred 1300–1000 milijoni let; severovzhodna Severna Amerika)
- Laramidska orogeneza (pred 40–70 milijoni let; Skalno gorovje)
- Nevadska orogeneza (jura; severozahodna Severna Amerika)
- Ouačitska orogeneza (nadaljevanje Apalaške orogeneze, paleozoik; gorovje Ouachita)
- Panokeanska orogeneza (pred 1900 milijoni let; ZDA)
- Sevierjeva orogeneza (pred 140–50 milijoni let; Skalno gorovje)
- Takonska orogeneza (ordovicij; severovzhod ZDA in Kanada)